# 艾蒂安·斯托特
艾蒂安·斯托特（英語：Etienne Stott，1979年6月30日—），英国男子皮划艇运动员。他曾代表英国参加2012年夏季奥林匹克运动会皮划艇比赛，获得男子双人划艇激流金牌。